# Liste der Monuments historiques in Salignac-de-Mirambeau
Die Liste der Monuments historiques in Salignac-de-Mirambeau führt die Monuments historiques in der französischen Gemeinde Salignac-de-Mirambeau auf.

## Liste der Bauwerke
| Bezeichnung      | Beschreibung              | Standort | Kennzeichnung | Schutzstatus | Datum | Bild           |
| ---------------- | ------------------------- | -------- | ------------- | ------------ | ----- | -------------- |
| Kirche St-Pierre | Erbaut im 12. Jahrhundert | (Lage)   | PA00105266    | Classé       | 1970  | weitere Bilder |

## Liste der Objekte
| Bezeichnung                            | Beschreibung                                      | Standort                       | Kennzeichnung | Schutzstatus | Datum | Bild |
| -------------------------------------- | ------------------------------------------------- | ------------------------------ | ------------- | ------------ | ----- | ---- |
| Gemälde Verklärung des Apostels Petrus | Öl auf Leinwand, 1785, von François-André Vincent | in der Kirche St-Pierre (Lage) | PM17001728    | Inscrit      | 1992  |      |
| Gemälde Verklärung des Apostels Paulus | Öl auf Leinwand, 1785, von François-André Vincent | in der Kirche St-Pierre (Lage) | PM17001727    | Inscrit      | 1992  |      |